# Puchar Polski w piłce nożnej (1973/1974)
Puchar Polski w piłce nożnej mężczyzn w sezonie 1973/1974 – 20. edycja rozgrywek, mających na celu wyłonienie zdobywcy Pucharu Polski, który uzyska tym samym prawo gry w Pucharze Zdobywców Pucharów w sezonie 1974/75. Zwycięzcą rozgrywek został Ruch Chorzów, dla którego był to drugi Puchar Polski w historii klubu. 
Mecz finałowy odbył się 11 sierpnia 1974 na Stadionie Wojska Polskiego w Warszawie.

## I runda
Mecze odbyły się 26 sierpnia 1973. 
| Drużyna 1                      | Wynik          | Drużyna 2          |
| ------------------------------ | -------------- | ------------------ |
| Zawisza II Bydgoszcz           | 0:2            | Lechia Gdańsk      |
| Star II Starachowice           | 0:5            | Stal Rzeszów       |
| Unia Tarnów                    | 0:1            | Widzew Łódź        |
| Włókniarz Białystok            | 1:3            | Motor Lublin       |
| Lechia II Gdańsk               | 0:1            | Arkonia Szczecin   |
| Raków Częstochowa              | 2:0            | Sparta Zabrze      |
| Górnik Radlin                  | 2:1            | Star Starachowice  |
| Slavia Ruda Śląska             | 0:3            | Piast Gliwice      |
| Garbarnia Kraków               | 3:2            | AKS Niwka          |
| Concordia Piotrków Trybunalski | 2:2 pd. k. 5:4 | Wisłoka Dębica     |
| Stomil Olsztyn                 | 3:0            | Zawisza Bydgoszcz  |
| Pogoń Prudnik                  | 1:1 pd. k. 2:4 | Urania Ruda Śląska |
| Stal Sanok                     | 4:2            | RKS Ursus          |
| Moto Jelcz Oława               | 1:0            | Arka Gdynia        |
| Sprotavia Szprotawa            | 1:2            | GKS Katowice       |
| Olimpia Poznań                 | 1:1 pd. k. 3:2 | Hutnik Nowa Huta   |

## 1/16 finału
Mecze odbyły się 1 września 1973. Do rywalizacji dołączyły zespoły z I ligi.
| Drużyna 1                      | Wynik          | Drużyna 2          |
| ------------------------------ | -------------- | ------------------ |
| Concordia Piotrków Trybunalski | 0:1            | Stal Mielec        |
| Górnik Radlin                  | 0:1            | Górnik Zabrze      |
| Stal Sanok                     | 0:4            | Ruch Chorzów       |
| Moto Jelcz Oława               | 1:2            | Legia Warszawa     |
| Motor Lublin                   | 1:3            | Gwardia Warszawa   |
| Lechia Gdańsk                  | 2:0 pd.        | Lech Poznań        |
| Arkonia Szczecin               | 1:0            | Zagłębie Wałbrzych |
| Piast Gliwice                  | 1:0            | Śląsk Wrocław      |
| Garbarnia Kraków               | 3:2 pd.        | ROW Rybnik         |
| Widzew Łódź                    | 1:1 pd. k. 5:4 | Zagłębie Sosnowiec |
| Stomil Olsztyn                 | 0:0 pd. k. 4:5 | Pogoń Szczecin     |
| Urania Ruda Śląska             | 2:1            | Polonia Bytom      |
| GKS Katowice                   | 4:2            | Odra Opole         |
| Stal Rzeszów                   | 1:0            | Szombierki Bytom   |
| Raków Częstochowa              | 0:0 pd. k. 3:4 | Wisła Kraków       |
| Olimpia Poznań                 | 1:1 pd. k. 4:5 | ŁKS Łódź           |

## 1/8 finału
| Drużyna 1          | Wynik          | Drużyna 2        |
| ------------------ | -------------- | ---------------- |
| Garbarnia Kraków   | 2:0            | Stal Mielec      |
| Arkonia Szczecin   | 2:2 pd. k. 9:7 | Pogoń Szczecin   |
| Piast Gliwice      | 0:1            | Górnik Zabrze    |
| Widzew Łódź        | 0:1            | Legia Warszawa   |
| Stal Rzeszów       | 2:1 pd.        | Wisła Kraków     |
| GKS Katowice       | 0:1            | Gwardia Warszawa |
| Lechia Gdańsk      | 0:0 pd. k. 5:6 | ŁKS Łódź         |
| Urania Ruda Śląska | 0:5            | Ruch Chorzów     |

## Ćwierćfinały
| Drużyna 1        | Wynik | Drużyna 2        |
| ---------------- | ----- | ---------------- |
| Arkonia Szczecin | 0:2   | Górnik Zabrze    |
| ŁKS Łódź         | 0:1   | Gwardia Warszawa |
| Stal Rzeszów     | 2:1   | Legia Warszawa   |
| Garbarnia Kraków | 0:3   | Ruch Chorzów     |

## Półfinały
| Drużyna 1    | Wynik          | Drużyna 2        |
| ------------ | -------------- | ---------------- |
| Ruch Chorzów | 2:2 pd. k. 7:6 | Górnik Zabrze    |
| Stal Rzeszów | 0:1            | Gwardia Warszawa |

## Finał
Spotkanie finałowe odbyło się 11 sierpnia 1974 na Stadionie Wojska Polskiego w Warszawie. Frekwencja na stadionie wyniosła 8 000 widzów. Mecz sędziował Marian Środecki z Wrocławia. Mecz zakończył się zwycięstwem Ruchu Chorzów 2:0 po bramkach Joachima Marxa w 49. i 50. minucie. 
| 11 sierpnia 1974 | Ruch Chorzów · Marx 49' 50' | 2:00:0Raport | Gwardia Warszawa | Stadion Wojska Polskiego, Warszawa Widzów: 8.000 Sędzia: Marian Środecki (Wrocław) |
|                  |                             |              |                  |                                                                                    |

| RUCH CHORZÓW |  |                   |
|              |  |                   |
|              |  |                   |
| BR           |  | Piotr Czaja       |
| OB           |  | Konrad Bajger     |
| OB           |  | Jerzy Wyrobek     |
| OB           |  | Marian Ostafiński |
| OB           |  | Piotr Drzewiecki  |
| PO           |  | Zygmunt Maszczyk  |
| PO           |  | Bronisław Bula    |
| PO           |  | Józef Bon         |
| NA           |  | Jan Benigier      |
| NA           |  | Joachim Marx      |
| NA           |  | Józef Kopicera    |
| Trener:      |  |                   |
| Michal Vičan |  |                   |

| GWARDIA WARSZAWA |  |                        |  |     |
|                  |  |                        |  |     |
| BR               |  | Andrzej Sikorski       |  |     |
| OB               |  | Stanisław Dawidczyński |  |     |
| OB               |  | Jerzy Kraska           |  | 46' |
| OB               |  | Ryszard Kielak         |  |     |
| OB               |  | Jan Sroka              |  |     |
| PO               |  | Andrzej Wiśniewski     |  |     |
| PO               |  | Zbigniew Kwaśniewski   |  |     |
| PO               |  | Krystian Michallik     |  |     |
| PO               |  | Stanisław Terlecki     |  |     |
| NA               |  | Mirosław Polaków       |  |     |
| NA               |  | Jan Małkiewicz         |  |     |
| Rezerwowi:       |  |                        |  |     |
| OB               |  | Adam Lipiński          |  | 46' |
| Trener:          |  |                        |  |     |
| Bogusław Hajdas  |  |                        |  |     |

| Puchar Polski (1973/74)  |
| ------------------------ |
| Ruch Chorzów Drugi Tytuł |